# Ronnbergia killipiana
Ronnbergia killipiana är en gräsväxtart som beskrevs av Lyman Bradford Smith. Ronnbergia killipiana ingår i släktet Ronnbergia och familjen Bromeliaceae. Inga underarter finns listade i Catalogue of Life.